# Gaberje, Ajdovščina
Gaberje este o localitate din comuna Ajdovščina, Slovenia, cu o populație de 151 de locuitori.